# Vincenzo Cuccia
Vincenzo Cuccia (* 20. März 1892 in Palermo; † 2. März 1979 ebenda) war ein italienischer Fechter.

## Karriere
Vincenzo Cuccia nahm an den Olympischen Spielen 1924 in Paris in zwei Disziplinen teil. In der Mannschaftskonkurrenz des Säbelfechtens blieb er mit der italienischen Equipe ohne Niederlage und wurde gemeinsam mit Renato Anselmi, Guido Balzarini, Marcello Bertinetti, Bino Bini, Oreste Moricca, Oreste Puliti und Giulio Sarrocchi Olympiasieger. Cuccia gehörte auch zum italienischen Aufgebot im Mannschaftswettbewerb mit dem Degen, mit der er den dritten Platz erreichte. Zusammen mit Giulio Basletta, Marcello Bertinetti, Giovanni Canova, Virgilio Mantegazza und Oreste Moricca gewann er damit die Bronzemedaille.